# Rosemary Forsyth
Pour les articles homonymes, voir Forsyth.
Rosemary Forsyth, née le 6 juillet 1943 à Montréal, Canada, est une actrice d'origine canadienne naturalisée américaine célèbre pour son rôle de Bronwyn avec pour partenaire Charlton Heston dans Le Seigneur de la guerre en 1965.

## Biographie

### Carrière
Les films notables de Rosemary Forsyth sont Shenandoah, Harcèlement (Disclosure) et Greyeagle.  À la télévision elle a interprété le rôle de Dominic dans la série télévisée de NBC Santa Barbara en 1984. Elle a aussi incarné la quatrième Laura Spencer Horton sur un autre feuilleton télévisé, Des jours et des vies, de 1976 à 1980.

### Vie personnelle
Elle s'est mariée avec l'acteur Michael Tolan le 28 juin 1966 et a divorcé en 1975, ils ont eu un enfant ensemble. Elle a fréquenté l'acteur David Janssen de 1968 à 1971 et s'est mariée ensuite avec Alan Horwitz en 1980. Elle est désormais une citoyenne américaine naturalisée.

## Filmographie partielle

### Cinéma
- 1965 : Les Prairies de l'honneur (Shenandoah) de Andrew V. McLaglen : Jennie Anderson
- 1965 : Le Seigneur de la guerre (The War Lord) de Franklin J. Schaffner : Bronwyn, jeune mariée
- 1966 : Texas nous voilà (Texas Across the River) de Michael Gordon : Phoebe Ann Naylor
- 1969 : Qu'est-il arrivé à tante Alice ? (What Ever Happened to Aunt Alice?) de Lee H. Katzin : Harriet Vaughn
- 1970 : How Do I Love Thee? de Michael Gordon : Marion Waltz
- 1974 : Black Eye de Jack Arnold : Miss Francis
- 1994 : Harcèlement de Barry Levinson : Stephanie Kaplan
- 2001 : Ghosts of Mars de John Carpenter : Inquisiteur

### Télévision
- 1971 : La Cité sous la mer (City Beneath the Sea) d'Irwin Allen : Lia Holmes
- 1971 : Columbo - Le Livre Témoin de Steven Spielberg : Joanna Ferris
- 1980 : Hulk - Expérience non concluante
- 1995 : Abandonnée et trahie (Abandoned and Deceived) : Juge
- 2008 : Un cœur à l'écoute (Sweet Nothing In My Ear) de Joseph Sargent : Louise MIller